# Èxtasi de la beata Ludovica Albertoni
L'Èxtasi de la beata Ludovica Albertoni és una obra de Gian Lorenzo Bernini en marbre i jaspi, realitzada entre els anys 1671 i 1674. L'obra és una de les darreres de l'autor. Es troba a l'església de Sant Francesco a Ripa de Roma. (En realitat, no es tracta del seu èxtasi, sinó de la seua mort).

## Història

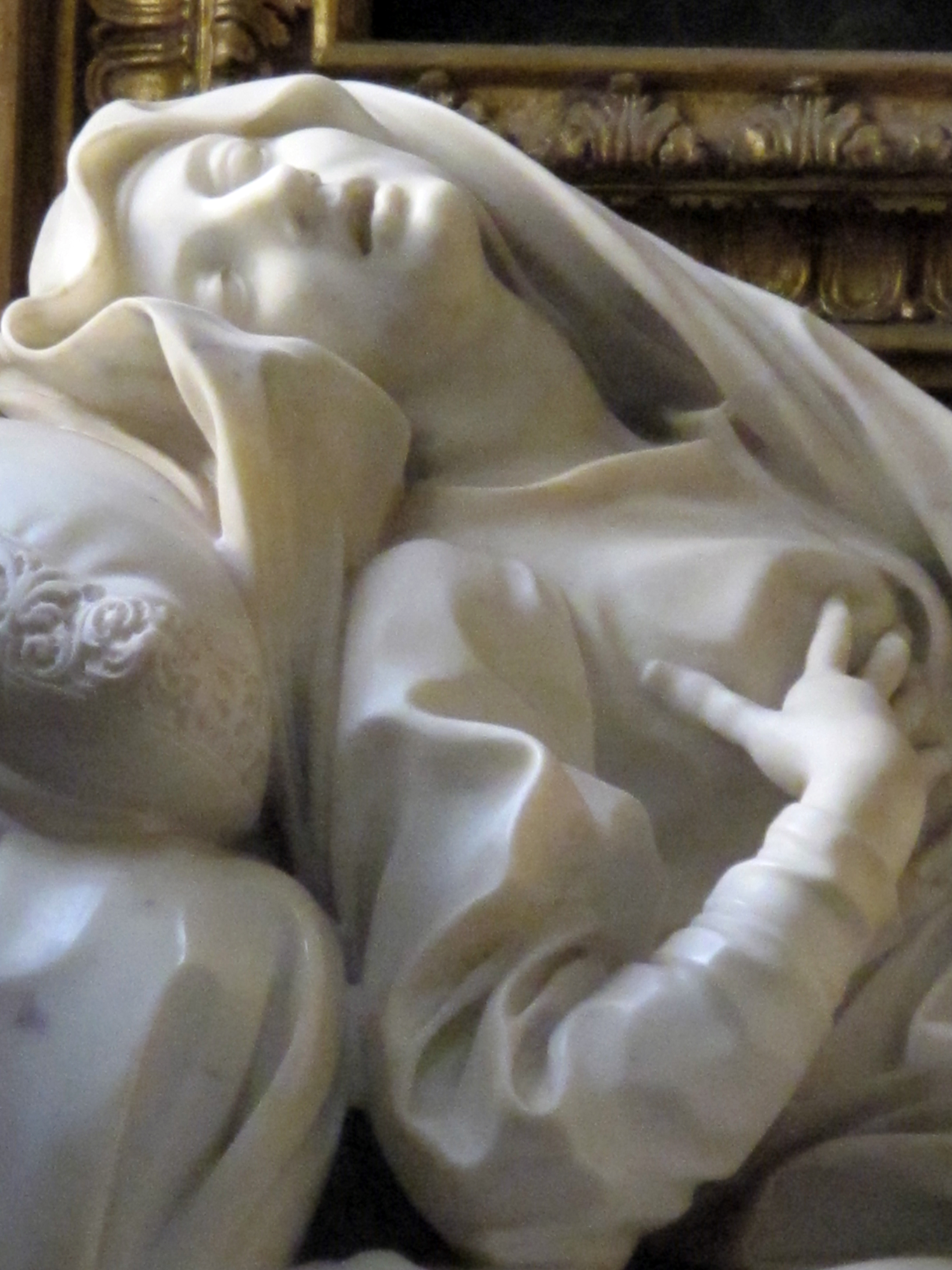
Detall

Ludovica Albertoni fou una aristòcrata romana que ingressà en l'orde dels Franciscans després de la mort del seu marit. Visqué treballant per als pobres sota la protecció dels franciscans de l'església de Sant Francesco de Ripa, lloc on fou enterrada a la seua mort, l'any 1533. Se la recorda per les seues visions místiques: amb el pas dels anys l'església de Sant Francesco esdevingué lloc de culte a Ludovica i fou beatificada al 1671, any en què la Família Altieri decideix construir una capella per a ella. Alguns artistes en presentaren projectes i finalment Bernini fou triat per fer el treball, que acceptà sense cobrar.

## Descripció i característiques

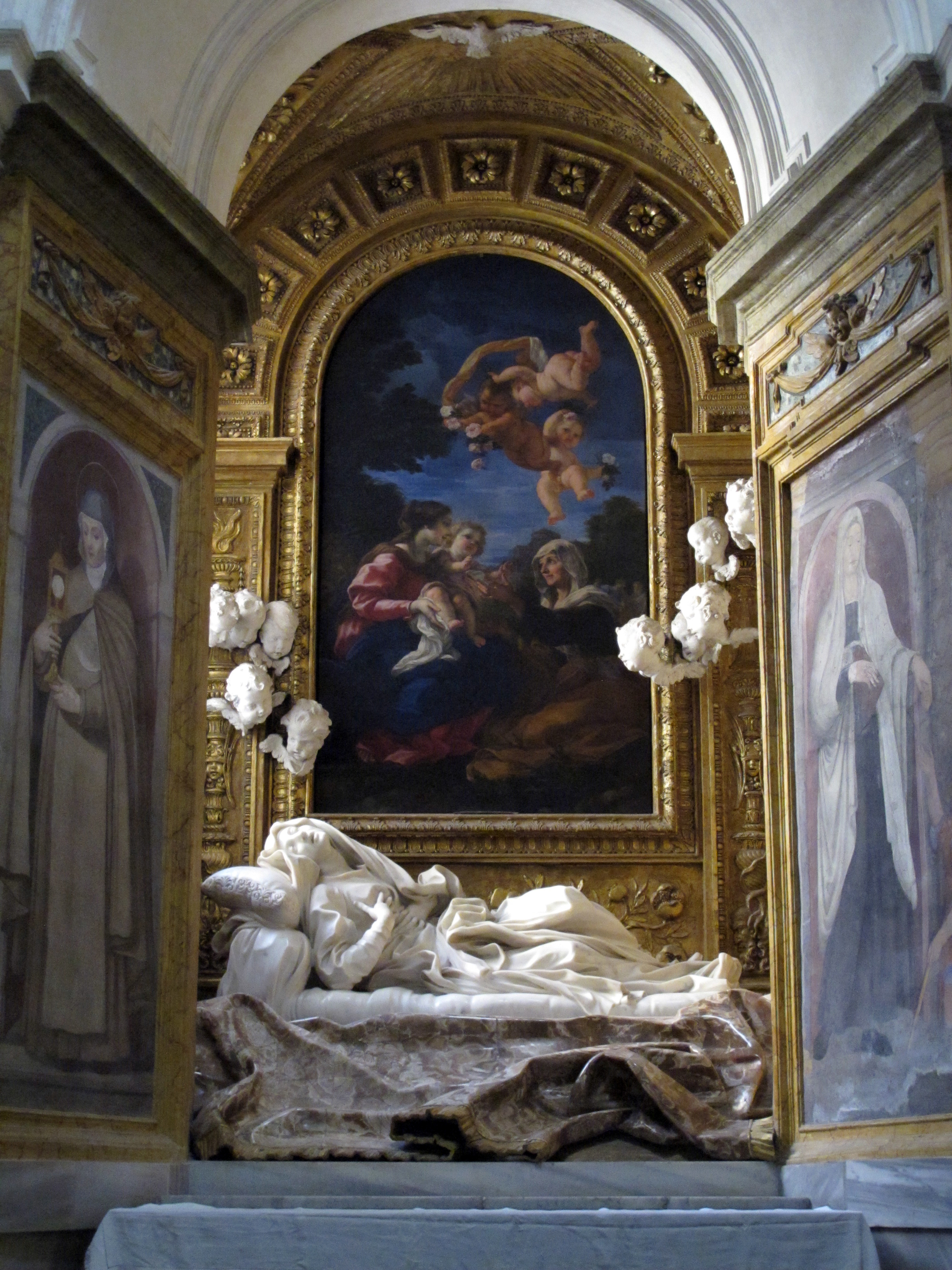
Capella Altieri

La figura de Ludovica Albertoni es troba sobre l'altar de la Capella Altieri al costat esquerre de l'església de Sant Francesco a Ripa. Bernini centra el focus d'atenció sobre l'escultura de marbre emmarcant-la dins d'una volta en un lloc on abans hi havia una paret.
L'espai de la capella és molt petit, però Bernini aconsegueix crear un efecte escenogràfic que ja havia experimentat en la Capella Cornaro amb l'Èxtasi de Santa Teresa, molt semblant en tema i característiques.
Bernini alça dues parets molt inclinades que fan d'escenari a l'espai on és el sarcòfag de Ludovica. La paret del fons tirada cap enrere permet a Bernini amagar dues finestres que donen a l'exterior i proporcionen una il·luminació radiant que realça la blancor de l'estàtua en la penombra de la capella. Aquesta llum, amb l'estretor de la composició, aconsegueix crear l'efecte que Ludovica s'eleva com si levitara.
La figura es presenta sobre un jaç en un moment d'èxtasi. Els plecs de la roba, el cap vinclat enrere i el gest expressen una gran torbació.
La pintura de la paret del fons és de Giovanni Battista Gaulli.